# Krystyna Prońko (album 1983)
Krystyna Prońko – czwarty solowy album polskiej wokalistki Krystyny Prońko.
W sesjach nagraniowych uczestniczył zespół Prońko Band oraz zaproszeni goście. Nagrań dokonano w 1982 w dwu różnych studiach muzycznych: w lipcu w Studiu M-1 Polskiego Radia w Warszawie oraz w październiku i listopadzie w studiu przedsiębiorstwa Tonpress.
Winylowy LP ukazał się w 1983. Został wytłoczony w wytwórni Pronit i otrzymał kolejny numer katalogowy M 0004. Producentem nagrań był Poljazz. Płyty, które Poljazz nagrywał dla Musicoramy były przez Pronit oznaczane literą M.

## Muzycy
- Krystyna Prońko  śpiew
- Krzysztof Barcik – gitara
- Winicjusz Chróst – gitara elektryczna
- Henryk Miśkiewicz – saksofon altowy, saksofon sopranowy
- Wojciech Morawski – perkusja
- Wojciech Olszewski – fortepian Fendera
- Adam Puacz – saksofon altowy
- Piotr Prońko – saksofony: altowy, sopranowy, tenorowy i barytonowy
- Wojciech Prońko – gitara basowa
- Jan Ryfa –  perkusja
- Jacek Skubikowski – gitara akustyczna
- Marek Stefankiewicz – instrumenty klawiszowe
- Arkadiusz Żak – gitara basowa

## Lista utworów
Strona A
| 1. | "Król pozorów" (muz. Zbigniew Namysłowski, sł. Jacek Cygan)                         | 3:30  |
|    |                                                                                     |       |
| 2. | "Może pisać to palcem na wodzie" (muz. Krystyna Prońko, sł. Małgorzata Maliszewska) | 5:06  |
|    |                                                                                     |       |
| 3. | "Akcja spekulacja" (muz. Krystyna Prońko, sł. Jacek Cygan)                          | 3:22  |
|    |                                                                                     |       |
| 4. | "Bożek gorzelny" (muz. Krystyna Prońko, sł. Jacek Cygan)                            | 4:33  |
|    |                                                                                     |       |
| 5. | "Nie ma już nic na bis" (muz. Zbigniew Namysłowski, sł. Andrzej Mogielnicki)        | 2:55  |
|    |                                                                                     |       |
|    |                                                                                     | 19:26 |
|    |                                                                                     |       |
Strona B
| 1. | "Wołam cię" (muz. Marek Stefankiewicz, sł. G. Bral)                        | 4:22  |
|    |                                                                            |       |
| 2. | "Jesteś lekiem na całe zło" (muz. Marek Stefankiewicz, sł. Bogdan Olewicz) | 4:49  |
|    |                                                                            |       |
| 3. | "Życzenia wesołych Świąt" (muz. Jacek Skubikowski, sł. Marek Dutkiewicz)   | 4:42  |
|    |                                                                            |       |
| 4. | "Piąta liga" (muz. Jacek Skubikowski, sł. Marek Dutkiewicz)                | 3:48  |
|    |                                                                            |       |
|    |                                                                            | 17:41 |
|    |                                                                            |       |

## Informacje uzupełniające
- Redakcja płyty – Marek Dębski
- Aranżacje – Marek Stefankiewicz (A2–A4, B1, B2)
- Aranżacje – Prońko Band (A1, B3, B4)
- Reżyseria i realizacja nagrań – Sławomir Wesołowski
- Remiksy (A1, A5, B3, B4) – Sławomir Wesołowski (Tonpress Studio)
- Asystent reżysera nagrań – Mariusz Zabrodzki
- Projekt okładki – Marek Goebel
- Zdjęcia – Sergiusz Sachno